# أبرين (قرية)
أبْرينُ، قرية تاريخيَّة لبني سعد من نواحي الأحساء في بلاد البحرين. كانت أبْرين كثيرة النَّخل وتمتلئ بالعيون العذبة.

### فهرس المنشورات
1. ↑  الحموي (1977)، ج. 1، ص. 71.

### معلومات المنشورات كاملة
الكتب مرتبة حسب تاريخ النشر
- ياقوت الحموي (1977)، معجم البلدان (ط. 1)، بيروت: دار صادر، OCLC:1014032934، QID:Q114913343